# Andrew Scott Waugh
Pour les articles homonymes, voir Waugh.
Andrew Scott Waugh (3 février 1810 – 21 février 1878) est un major-général de l'armée britannique et un géomètre. Il est connu pour avoir donné le nom de son prédécesseur au poste d'arpenteur général (Surveyor General of India) de l'Inde, George Everest, au plus haut sommet du monde en 1865.
Le Népal et le Tibet étant fermés aux voyageurs étrangers, il écrivit :
« Mon respecté chef et prédécesseur le colonel Sir George Everest m'a enseigné à désigner tout objet géographique par son véritable nom local ou indigène. Mais voici une montagne, probablement la plus haute au monde, dont nous n'avons pu trouver aucun nom local. L'appellation indigène, si elle en a une, ne sera très probablement pas découverte avant que nous soyons autorisés à pénétrer au Népal. En attendant, il m'incombe le privilège comme le devoir d'assigner … un nom, par lequel cette montagne puisse être connue des citoyens et des géographes et devenir un mot d'usage courant dans les nations civilisées. »